# Palácio Strozzi do Poeta
O Palácio Strozzi do Poeta (em italiano: Palazzo Strozzi del Poeta) é um palácio de Florença que se encontra na Via Tornabuoni. Tem este nome pelo facto de ter pertencido ao erudito florentino G.B.Strozzi nos primeiros anos do século XVII.
A fachada do palácio foi projectada pelo arquitecto Gherardo Silvani, em 1626. Apresenta duas estátuas com os brasões dos Strozzi, obra de Antonio Novelli, e troféus esculpidos no friso por Cosimo Lotti.